# Delage Type D.8.85
Der Delage Type D.8.85 war ein Pkw-Modell der französischen Marke Delage. Es gibt auch die Schreibweisen Delage Type D-8 85 und Delage Type D8 85. Die 85 stand für die Motorleistung von 85 PS. Für ähnlich benannte Modelle siehe Delage Type D.8.

## Beschreibung
Die nationale Zulassungsbehörde erteilte am 5. September 1934 dem vorgeführten Fahrzeug mit der Nummer 39.815 ihre Zulassung. Delage bot das Modell von 1934 bis 1935 an. Vorgänger war der Delage Type D.6. Nachfolger wurde der Delage Type D.6.80 B. Konstrukteur war Léon Michelat.
Ein Achtzylindermotor trieb die Fahrzeuge an. Er hatte 79,25 mm Bohrung und 90,5 mm Hub. Das ergab 3571 cm³ Hubraum und eine Einstufung mit 20 Cheval fiscal.
Das Fahrgestell hatte vorne 1440 mm und hinten 1500 mm Spurweite. Der Radstand betrug wahlweise 3340 mm bei der normalen Ausführung oder 3540 mm bei der Langversion. Das Leergewicht lag zwischen 1700 kg und 1840 kg.
Als Aufbauten sind viertürige Limousine, Pullman-Limousine, Cabriolet, Roadster und Brougham bekannt.
Der Delage Type D.8.105 hatte einen Motor mit den gleichen Abmessungen, aber mehr Leistung. Außerdem hatte das Fahrgestell andere Abmessungen.

## Stückzahlen und überlebende Fahrzeuge
Peter Jacobs vom Delage Register of Great Britain erstellte im Oktober 2006 eine Übersicht über Produktionszahlen und die Anzahl von Fahrzeugen, die noch existieren. Seine Angaben zu den Bauzeiten weichen in einigen Fällen von den Angaben der Buchautoren ab. Für dieses Modell bestätigt er die Bauzeit von 1934 bis 1935. Von etwa 141 hergestellten Fahrzeugen existieren noch 7.

## Auktionen
Osenat versteigerte am 19. Juni 2016 eine Pullman-Limousine von 1935 für 55.200 Euro.
Sotheby’s erzielte im August 2018 für ein 1934er Modell, das ursprünglich als Limousine nach Australien geliefert wurde und später einen offenen zweisitzigen Aufbau sowie in Bezug auf den Motor und das Getriebe verbessert wurde, 224.000 US-Dollar.